# Paranthropus robustus
A Paranthropus robustus egy kihalt hominidafaj, amely Dél-Afrikában élt a korai és középső pleisztocénben, kb. 2,27-0,87 millió évvel ezelőtt. Kövületeit egy viszonylag kis terület, az ún. "emberiség bölcsője" barlangjaiban találták meg.
A P. robustus az ún. "robusztus australopithecusok" közé tartozott (a P. boisei és a P. aethiopicus mellett), amelyek vaskos koponyájukkal és hatalmas zápfogaikkal tértek el a "gracilis australopithecusoktól". A hímek magasabbak, nehezebbek és erőteljesebb koponyájúak voltak, mint a nőstények. Becslések szerint a hímek átlagosan 132 cm magasak és 40 kg-osak, míg a nőstények 110 cm magasak és 30 kg-osak lehettek. Megkövült fogai között aránytalanul sok az olyan példány, amelynek egyenetlen a fogzománca; feltételezik, hogy ennek oka egy, a populációban általánosan elterjedt genetikai betegség lehetett. Agytérfogatukat 450-476 cm3-re becsülik (a velük egyidőben élő Homo fajok agya 500-900 cm3-es volt).
Növényevő volt, főleg gyümölcsöket, lágy növényi részeket evett, de szükség esetén kemény fűfélékkel, gyökerekkel is beérte; ilyenkor vehette hasznát jókora őrlőfogainak. Lehetséges hogy mézet és termeszeket is fogyasztott. A növények feldarabolására, szétszedésére csonteszközöket használt, de ezeket nem munkálta meg. Természetes ellenségei közé tartoztak a leopárdok, kardfogú macskák és hiénák. Az erdős-bozótos vidékeken élő P. robustus a pleisztocén közepén halt ki, amikor az eljegesedési ciklusok instabillá válása miatt hosszas aszályos időszakok következtek be és élőhelyei eltűntek.

## Felfedezése

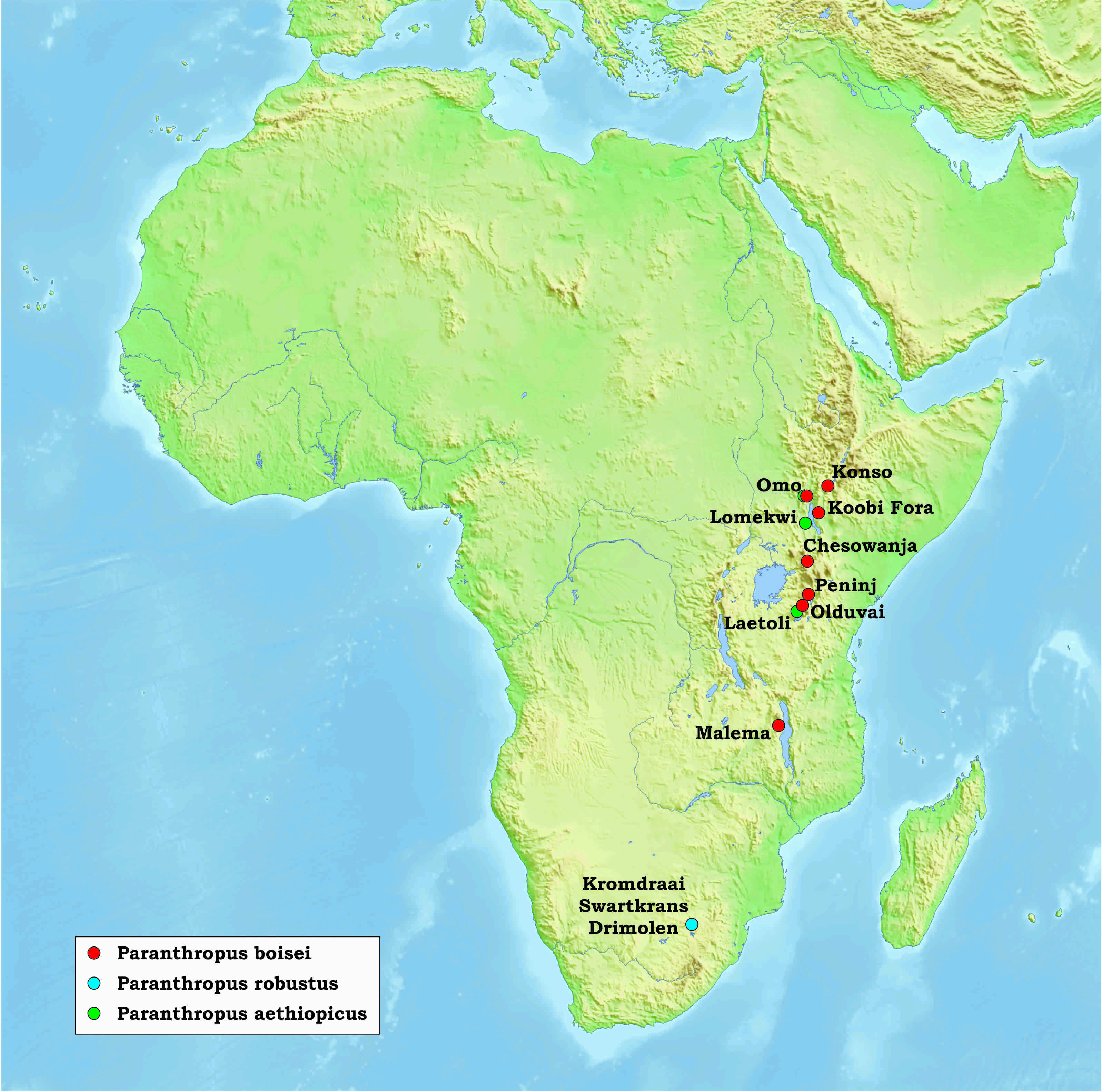
Paranthropus-leletek Afrikában (a P. rubustus kékkel jelölve)

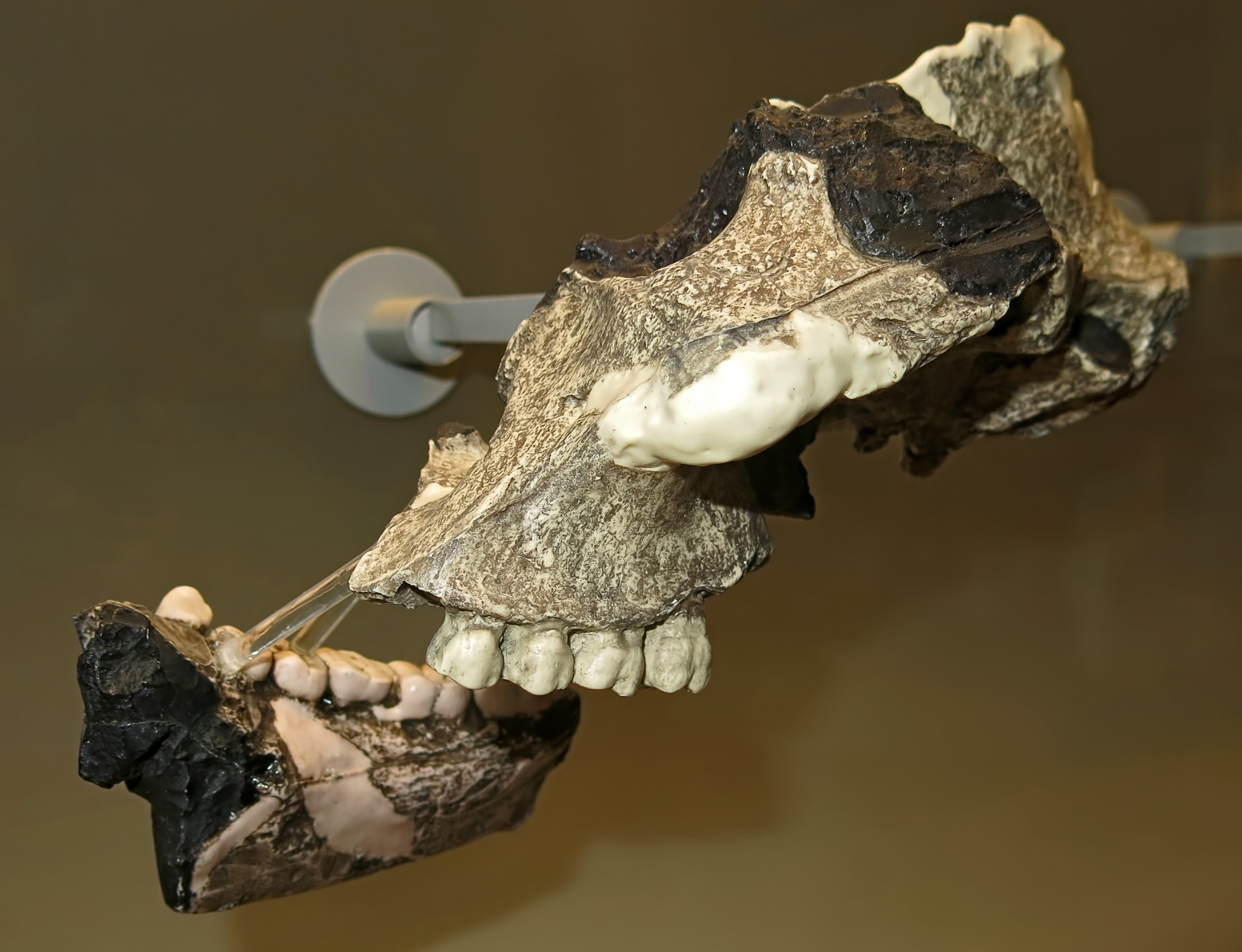
A TM 1517, a P. robustus holotípusa

A faj első fosszíliáját, egy részleges koponyát és egy alsó állkapocs-töredéket (TM 1517), egy iskolásfiú, Gert Terblachne találta meg 1938 júniusában a dél-afrikai Kromdraai-barlangban. A fiú Charles Sydney Barlow természetbúvárnak adta a leletet, aki továbbította a paleontológus Robert Broomnak. Broom ásatást kezdett a barlangban és néhány héttel később meg is találta egy jobb felkarcsont alsó részét, egy jobb singcsont felső részét és egy nagylábujj utolsó csontját; valamennyit a TM 1517-nek tulajdonította. Talált egy másik nagylábujjcsontot is, amelyet egy páviánnak tulajdonított, de azóta szintén a TM 1517-hez kapcsoltak. Broomnak feltűnt, hogy a Kromdraai-barlangban talált maradványok láthatóan robusztusabbak, mint más fosszilis emberfélék csontjai; bár ekkor még csak a Raymond Dart által 1924-ben felfedezett taungi gyermek (Australopithecus africanus):285–288 és a Broom által 1936-ban leírt Plesianthropus transvaalensis (ma szintén az A. africanus szinonimája) volt ismert a korai "majomemberek" közül. Valamennyi lelet pleisztocénkori volt és mind egy viszonylag kis dél-afrikai régióból került elő, amelyet később "az emberiség bölcsőjének" kereszteltek. 1938 augusztusában Broom megjelentette közleményét az új fajról, amelynek külön genust hozott létre és Paranthropus robustus-nak nevezte el. A nem neve az ógörög para – mellett és anthroposz –  ember szavakból tevődik össze.
1948-ban Broom a közeli Swartkrans-barlangban kiásta egy fiatal példány állkapcsát (SK 6), amelyet P. crassidens néven írt le, mivel a környező állatcsontok alapján eredetileg egészen más korban élt, mint a TM 1517. Broom javasolta a korai emberelődök taxonómiájának megreformálását is és három új alcsaládot vezetett volna be az akkor ismert fajok számára; javaslata azonban ellenállással találkozott. Voltak aki valamennyi, a Homo nemen kívül eső fajt az Australopithecus nembe kívántak zsúfolni, így a P. robustus-t is átnevezték volna A. robustus-nak. Ez a vita változó intenzitással a mai napig tart. A taxonómiai csoportok számának csökkentése érdekében 1954-ben javasolták, hogy a P. crassidens-t a P. robustus alfajaként sorolják be; a 21. századra pedig a P. crassidens elnevezés jórészt ki is kopott a használatból.
1959-ben újabb, még erőteljesebb felépítéső australopithecust fedeztek fel Kelet-Afrikában, a P. boisei-t, 1975-ben pedig kimutatták, hogy ez a faj egy időben élt az ember ősének tekintett H. ergaster/H. erectus-szal. Ezzel bebizonyosodott, hogy a Paranthropus az ember törzsfájának egy különálló mellékága; mind a Homo, mind a Paranthropus az Australopithecus nemből vált ki (utóbbit ekkor még csak az A. africanus reprezentálta). Röviddel később, 1978-ban felfedezték a kelet-afrikai A. afarensis-t, és lévén 3,5 millió évével a legrégebbi az ismert taxonok közül, egyúttal meg is tették a Homo és a Paranthropus ágak közös ősének. A dél-afrikai A. africanus lett volna a szintén itteni elterjedésű, de későbbi P. robustus ősanyja. A szépen elrendezett családfát a még ősibb, 2,5 millió éves, kelet-afrikai Paranthropus aethiopicus 1985-ös felfedezése zavarta össze.
A P. robustus sokáig csak a Kromdraai és a Swartkrans barlangokból volt ismert, de 20. század végén, 21. század elején több barlangban is megtalálták maradványait: valamennyit az "emberiség bölcsője" régióban.

### Osztályozása
A Paranthropus nembe (amely a "robusztus" australopithecusokat tömöríti, szemben a "gracilis" fajokkal) a kelet afrikai P. boisei és P. aethiopicus, valamint a dél-afrikai P. robustus tartozik. A három faj közös, monofiletikus származása vitatott, egyes kutatók szerint csak hasonló testalkatú, de más eredetű fajokat raktak össze egy mesterséges, parafiletikus csoportba. A csontvázleletek kis száma miatt az egymás közötti és más australopithecusokkal való részletes összehasonlítás nehézségekbe ütközik. A közös eredet legfőbb bizonyítéka a masszív állkapocs; ennek szerkezete azonban erősen függ a faj étrendjétől és környezetétől és nem zárható ki, hogy egymástól függetlenül fejlődött ilyenre a P. boisei és a P. robustus esetében. A monofiletikus eredet hívei szerint a P. aethiopicus lehetett a másik két faj őse, vagy legalábbis az ős közeli rokona. A parafiletikusok mindhárom fajt áthelyeznék az Australopithecus nembe.:117–121
- Monofiletikus leszármazás

|  | P. aethiopicus                                            |
|  |                                                           |
|  | \| \| P. boisei \| \| \| \| \| \| P. robustus \| \| \| \| |
|  |                                                           |
|  | P. boisei                                                 |
|  |                                                           |
|  | P. robustus                                               |
|  |                                                           |

|  | P. boisei   |
|  |             |
|  | P. robustus |
|  |             |

|  | P. aethiopicus                                            |
|  |                                                           |
|  | \| \| P. boisei \| \| \| \| \| \| P. robustus \| \| \| \| |
|  |                                                           |
|  | P. boisei                                                 |
|  |                                                           |
|  | P. robustus                                               |
|  |                                                           |

|  | P. boisei   |
|  |             |
|  | P. robustus |
|  |             |

|  | Homo                    |
|  |                         |
|  | Australopithecus sediba |
|  |                         |

|                | A. garhi                                                  |
|                |                                                           |
| P. aethiopicus | \| \| P. boisei \| \| \| \| \| \| P. robustus \| \| \| \| |
|                | \| \| P. boisei \| \| \| \| \| \| P. robustus \| \| \| \| |
|                | P. boisei                                                 |
|                |                                                           |
|                | P. robustus                                               |
|                |                                                           |

|  | P. boisei   |
|  |             |
|  | P. robustus |
|  |             |

|  | Homo                    |
|  |                         |
|  | Australopithecus sediba |
|  |                         |

|                | A. garhi                                                  |
|                |                                                           |
| P. aethiopicus | \| \| P. boisei \| \| \| \| \| \| P. robustus \| \| \| \| |
|                | \| \| P. boisei \| \| \| \| \| \| P. robustus \| \| \| \| |
|                | P. boisei                                                 |
|                |                                                           |
|                | P. robustus                                               |
|                |                                                           |

|  | P. boisei   |
|  |             |
|  | P. robustus |
|  |             |

- Parafiletikus leszármazás

|  | A. africanus |
|  |              |
|  | P. robustus  |
|  |              |

|  | P. aethiopicus |
|  |                |
|  | P. boisei      |
|  |                |

## Testalkata

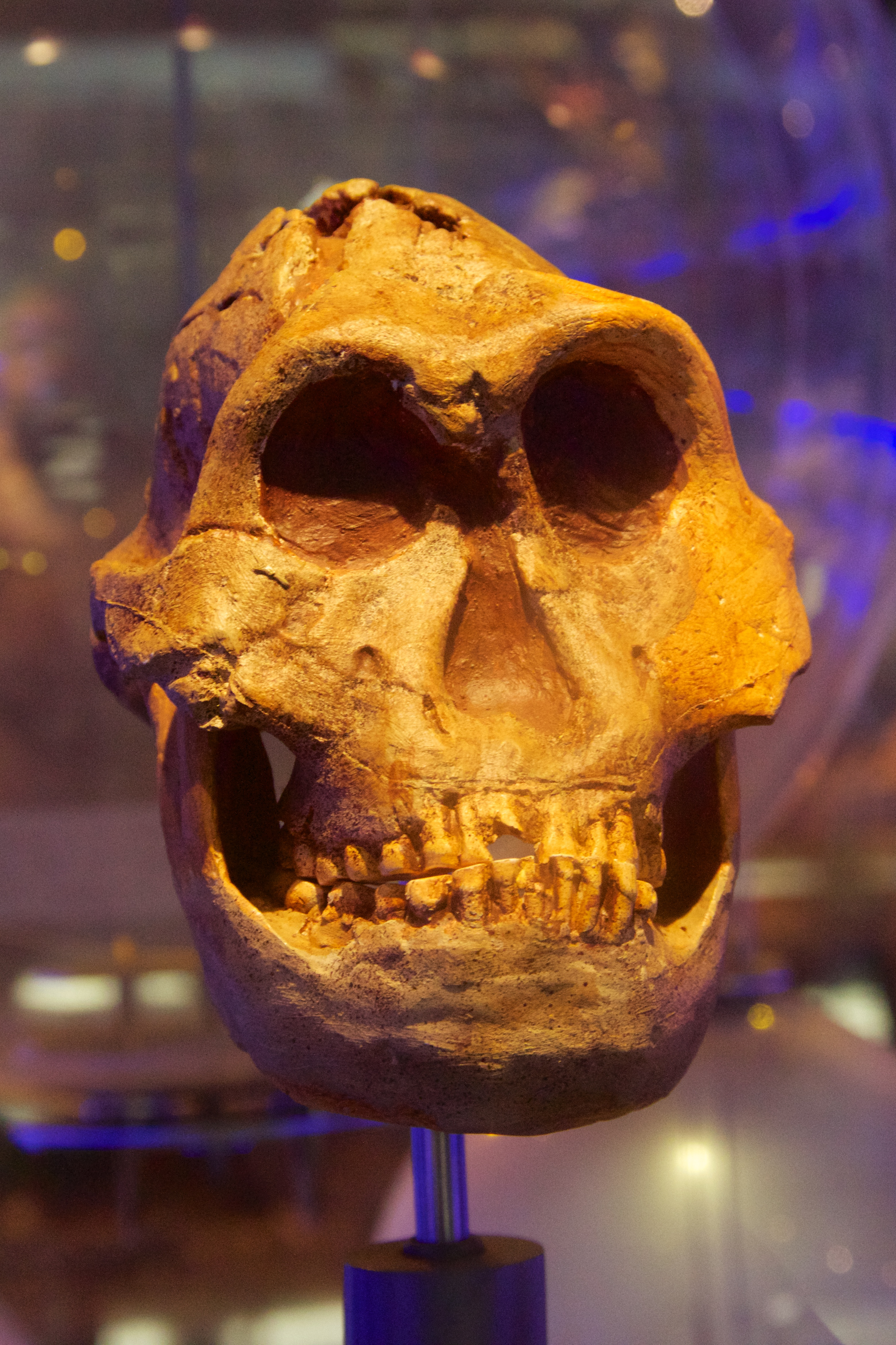
A nőstény példányhoz tartozó DNH7 kövület

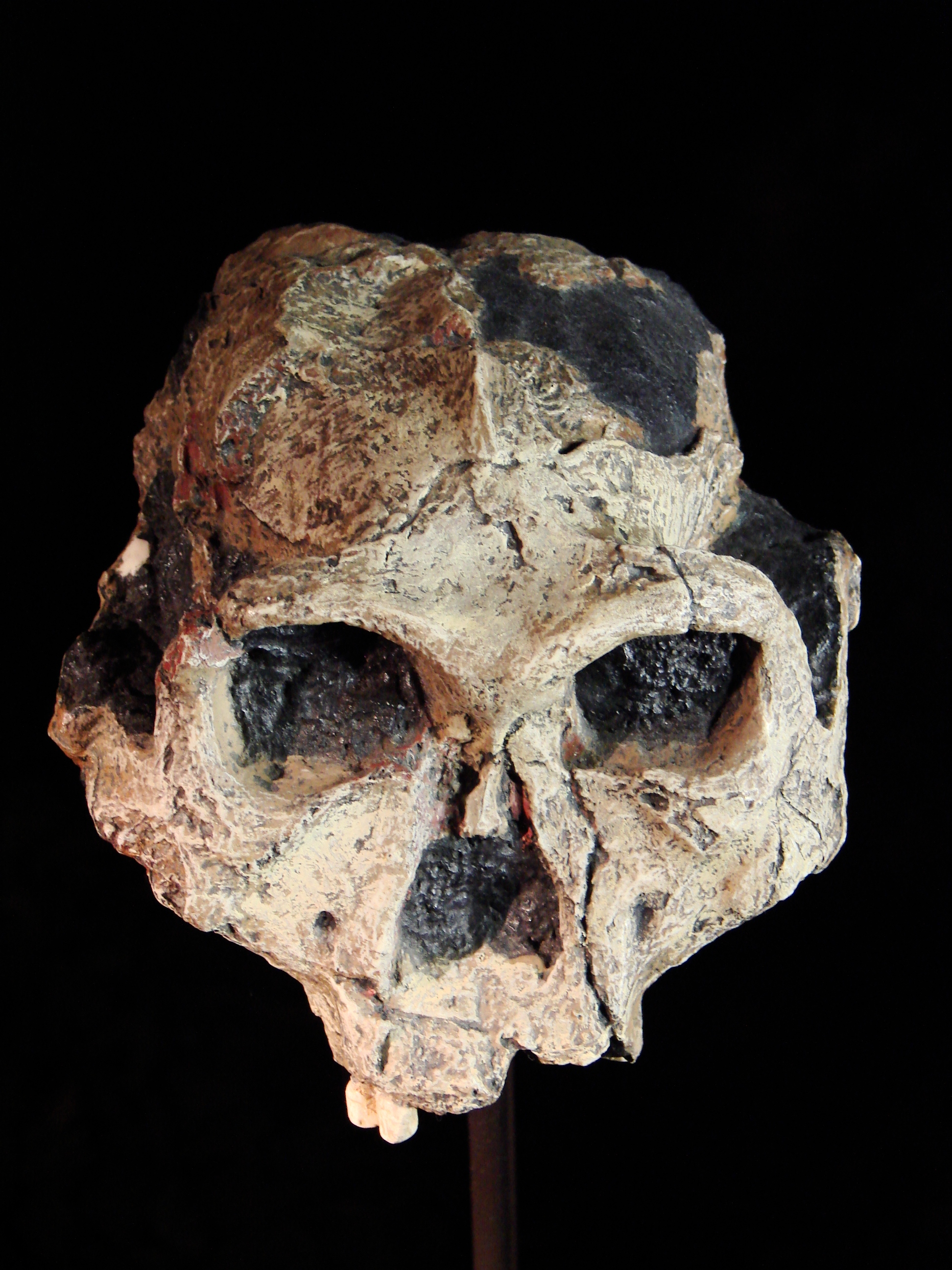
A hím SK 48

### Koponya
Rokonaihoz hasonlóan a P. robustus-nak is jókora őrlőfogai voltak és előzápfogai hasonlítottak a zápfogakra. Ezzel szemben metsző- és szemfogai mérete megfelelt a mai emberének. Örlőfogainak zománcvastagsága nagyjából akkora volt, mint a modern ember esetében, bár az australopithecusok fogainál a zománc inkább a foggumók tetején, míg az embernél a tövében vastagodik meg.
A P. robustus arckoponyája hosszú volt, állkapcsa kissé előreugrott. A hímek koponyájának tetején jól fejlett hosszanti taréj szolgált a rágóizmok tapadási helyéül. Járomcsontjai erősen kiálltak, így arca némileg homorú volt. Az előreálló járomcsontok miatt a szemgödrök is előrébb kerültek; ennek következtében szemöldökeresze viszonylag gyenge, homloka pedig hátracsapott volt. A kiálló járomcsont a rágóizmot is előretolta, a fogsor viszont hátrébb került, így az előzápfogak harapásának ereje megnövekedett. Az alsó állkapocs ága (az állkapocstestet a koponyával összekötő nyúlvány) eléggé magas, megnövelve a harapás forgatónyomatékát.
A feltételezett nőstény DNH-7 koponya esetében a koponyataréj és a kiálló járomcsontok hiányoznak, ezért feltételezik, hogy a hímek erőteljesebb felépítésűek voltak a nőstényeknél. A Drimolen-barlangből származó példány koponyája gracilisabb mint a Swartkrans- és Kromdraii-barlangbéli, így harapásának ereje is kisebb lehetett. Szemöldökeresze is inkább lekerekített a többiek szögletesével szemben és a hímnek gondolt DNH-155 koponyataréja hátrébb tolt.
Az SK 46 és SK 47 koponyák belső fülének hátsó félkörös ívjáratai eltérnek az emberétől és az ebben a tekintetben inkább majomszerű australopithecusokétól is, vagyis egyensúlyérzékelése (és ebből következően test- és fejmozgása) némileg más lehetett. A mai ember esetében a hátsó félköríves járatok a futás közbeni egyensúlyozást szolgálják, vagyis talán feltételezhető, hogy a P. robustus nem volt kiváló futó.

#### Agy
A faj leírásakor Broom a töredékes agykoponya belső térfogatát 600 cm3-re becsülte, amit 1946-ban 575–680 cm3-re módosított. Összehasonlításképpen, a korabeli Homo-fajok agytérfogata 500-900 cm3 között változott. Becslését azóta többen kétségbe vonték; egyrészt mert a megmaradt egyetlen halántékcsont alapján nem lehetséges megbízhatóan meghatározni az agy méretét, másrészt felhívták rá a figyelmet, hogy Broom hajlamos volt felülbecsülni a korai emberfélék agyméretét.
1972-ben az amerikai Ralph Holloway a homlokcsontot nem tartalmazó SK 1585 koponyateteje alapján a példány agytérfogatát 530 cm3-re becsülte és úgy vélte hogy – az australopithecusoktól eltérően és a Homo-khoz hasonlóan – kisagya relatíve nagy volt. 2000-ben az SK 1585 hiányzó részeit P. boisei-csontokkal kiegészítve 476 cm3-es agyméretet kaptak. 2020-ban egy majdnem teljes koponyát fedeztek fel (DNH 155), amelynek agytérfogata 450 cm3-nek bizonyult.

### Csontváz
A P. robustus-nak csak néhány csigolyája ismert. Az egyetlen, mellkasi és ágyéki csigolyákat egyaránt tartalmazó sorozat (SKW 14002) egy fiatalkorú példányhoz tartozott és vagy az 1-4 vagy a 2-5 ágyéki csigolyáit találták meg. Egy másik lelet, az SK 3981 esetén az utolsó (12.) mellkasi és egy alsó ágyéki csigolya maradt meg. A 12. mellkasi csigolya viszonylag megnyúlt és a többi csigolyával való ízesülési felülete vese alakú. Magasságát illeten rövidebb, mint más australopithecusoké vagy a mai emberszabásúaké. A mai emberek közül leginkább azok csigolyái hasonlítanak a csimpánzokéra és az australopithecusokéra, akik porckorongsérvben szenvednek; ilyen az egyetlen másik, P. robustus-hoz tartozó 12. mellkasi csigolya, a fiatal egyedhez tartozó SK 853 is. Az SK 3981 viszont inkább egészséges mai emberhez hasonlít; ennek pontos oka nem ismert (lehet, hogy idősebb korban emberszerűbbé váltak a csigolyák, az adott példány abnormális volt vagy egyszerűen rosszul azonosították be fajszinten a kövületet). Az ágyéki csigolyák alakja inkább felel meg a turkanai fiúénak (H. ergaster/H. erectus) és a mai embernek, mint a többi australopithecusnak.

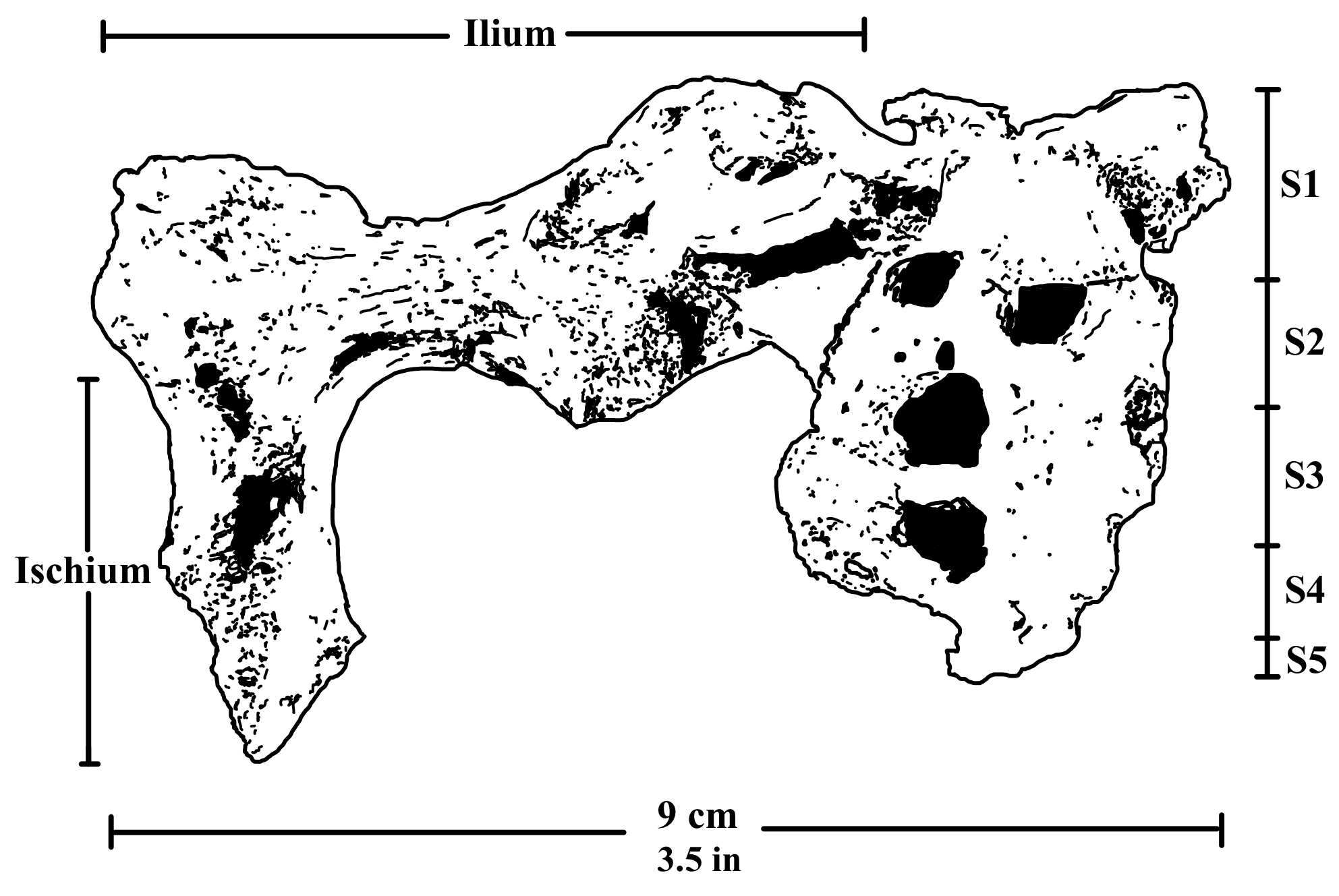
A DNH 43 medencéje

A medence hasonlít az A. africanus-éra és az A. afarensis-ére, de csípőtaréjai szélesebbek, csípőízületi árka és csípőízülete pedig kisebb. A keresztcsont és az első csípőcsigolya felépítése összevethető a többi australopithecuséval. A medence szerkezete alapvetően megfelel az emberének és a két lábon járó életmódból következik, bár egyes eltérések más izomfeszülésekre és erőáttétekre engednek következtetni (akárcsak az A. africanus esetében), ami talán azt jelenti, hogy a P. robustus alsó végtagjai mozgékonyabbak voltak a mai emberénél.

### Végtagok
A P. robustus felkarcsontjának alsó része megfelel az ember és a csimpánz hasonló csontjának (amelyek meglehetősen hasonlóak egymáshoz). Az orsócsont alakja az australopithecusokéhoz hasonlít. A csuklóízület olyan mozgékony mint a modern emberé (szemben az inkább egy irányban hajló emberszabású csuklóval), a könyök viszont inkább emberszabású és némi ágakon függeszkedő aktivitásra enged következtetni. Ujjcsontjai az emberhez hasonlóan egyenesek (nem hajlottak, mint a csimpánz esetében) és az az kapcsolódó izmok is gyengébbek a majmokénál, proximális (tenyérhez közeli) ujjperce viszont rövidebb az emberénél. A középső ujjperc egyenes és vaskos, a külső ujjperc pedig gyakorlatilag megegyezik az emberével. Mindez arra utal, hogy az emberszabásúakhoz vagy akár a P. boisei-hez képest rosszabbul mászott fára. and P. boisei. Keze alkalmas volt a fejlettebb szerszámok készítéséhez szükséges precíziós fogásra.
Combcsontja – akárcsak a P. boisei és a H. habilis esetében – elölről és hátulról lapított, amely arra utal, hogy járásmódja inkább a korai előemberékere hasonlított, nem pedig a mai emberére. Az SKX 1084 térdkalácsának szerkezete az emberé és a csimpánzé között található. Lábcsontjai alapján a P. robustus kb. olyan szintet ért el a két lábon járásban, mint a H. habilis.

### Mérete
Broom úgy látta, hogy a holotípus TM 1517 bokája és combcsontja nagyjából akkora, mint egy mai busman nőé, ezért a P. robustus testarányait is emberszerűnek vélte. A dél-afrikai John Talbot Robinson 1972-es számításai szerint a Paranthropus-ok vaskos, erőteljes testfelépítésűek volta. A feltételezett női STS 7 felkarcsont és a feltételezett hím STS 14 combcsont alapján, valamint a ami emberének megfelelő szexuális dimorfizmust alapul véve úgy becsülte, hogy a P. robustus magassága 140-150 cm, súlya pedig 68-91 kg lehetett. Hasonló módszerrel az A. africanus-t (amit ő "H." africanus-nak nevezett) 120-140 cm magasnak és 18-27 kg nehéznek becsülte.
Számításait azonban hamarosan kétségbe vonták. Már 1974-ben az amerikai Stephen Jay Gould átlagosan 40,5 kg-osnak, 1988-ban pedig a szintén amerikai Henry McHenry 47,1 kg-osnak becsülte a P. robustus súlyát. McHenry emberi testarányokat feltételezve átlagosan 132 cm magasnak vélte a P. robustus hímeket, míg a nőstényeket 110 cm-esnek.
2001-ben újonnan előkerült combcsont-töredékek alapján átlagosan 42 kg-osnak becsülték a hímeket, 30 kg-osnek pedig a nőstényeket. Ezen maradványok szerint a faj szexuális dimorfizmusa igen erős volt: nagyobb mint az ember és a csimpánz esetében, de kisebb az orangutánokénál és gorillákénál. Egy P. robustus nőstény kb. akkora volt, mint egy H. ergaster/H. erectus nőstény, azonban a H. ergaster/H. erectus hímek akár 55 kg-os súlyt is elérték. Újabb számítások 30-43 kg-os (átlag 37), illetve 32,3 kg (hímek) és 24 kg (nőstények) eredményt hoztak.

## Életmódja
1968-ban az amerikai Alan Mann fogaik alapján megmérte a Swartkrans-barlangból származó leletek életkorát és úgy találta, hogy a 'P. robustus átlagosan 17,2 évesen pusztult el. A legidősebb példányok 30-35 évesek voltak. Az A. africanus esetében 22,2 éves átlagos élettartamot tapasztalt. Néhány évvel később több mintával megismételték méréseit és hasonló, 18 éves eredmény jött ki. A kutatók azt is feltételezték, hogy a P. robustus 11 évesen érte el a nemi érettséget (félúton az ember 13 éve és a csimpánz 9 éve között).

### Táplálkozása

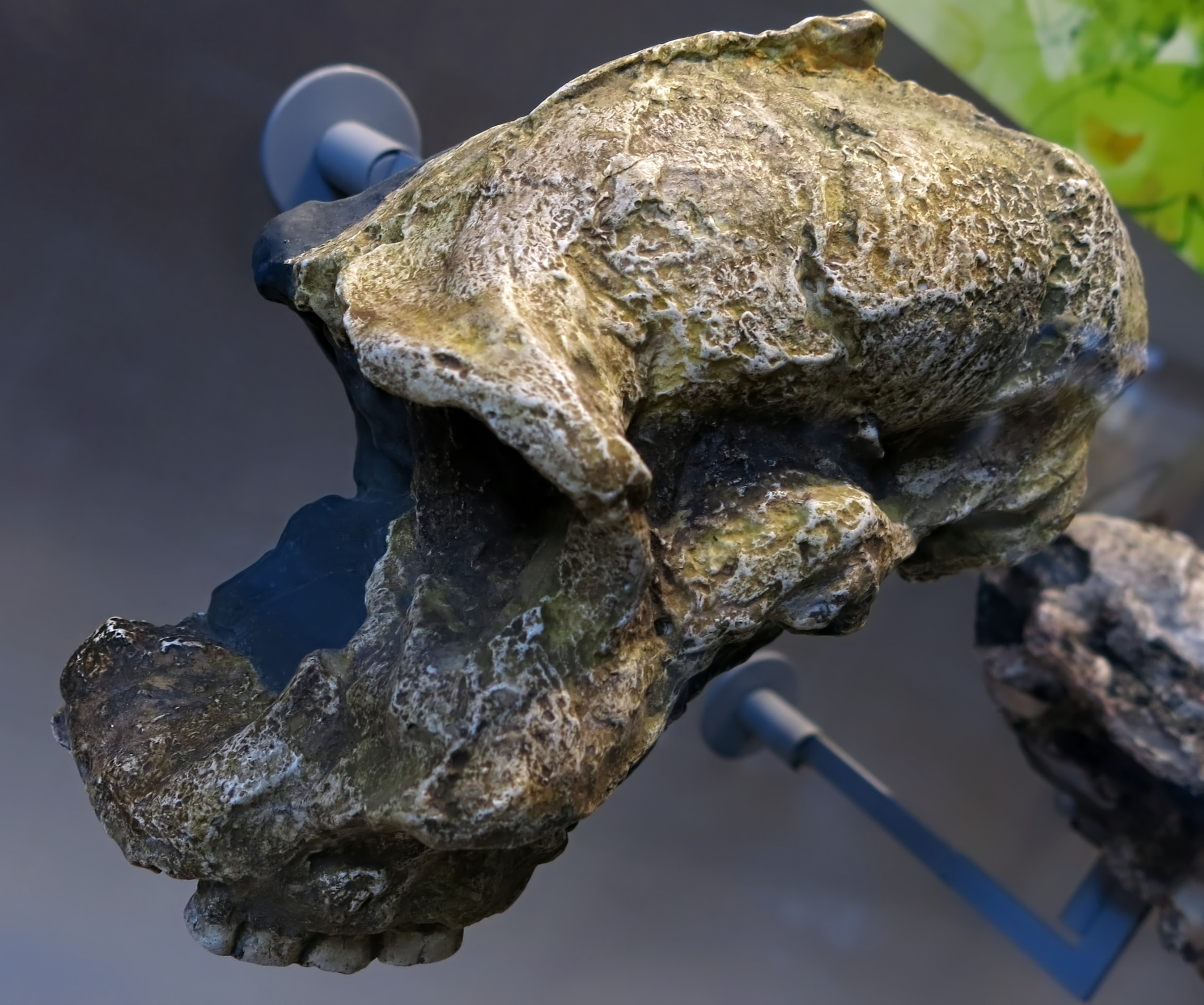
Az SK 46 koponyalelet

Robinson már 1954-ben felvetette, hogy a P. robustus vaskos koponyája és az ebből következő erőteljes harapása egy olyan specialista táplálkozás eredménye, ahol az étrend nagyrészt kemény magvakból, diókból állt. Ennek következtében sokáig úgy gondolták, hogy a paranthropusok kihalását az okozta, hogy a generalista Homo-fajokkal ellentétben nem tudtak alkalmazkodni a pleisztocénkori klíma gyors változásaihoz. Ezt a modellt azonban később megkérdőjelezték. 1981-ben a P. boisei-t tanulmányozó angol Alan Walker arra jutott, hogy a nagy rágófelület (a zápfogak felülete 4-5-szöröse az emberének) nem a kemény, hanem a nagy mennyiségű növényi táplálék feldolgozására szolgált. Megmérte a paranthropusok zápfogainak kopási mikromintázatát és úgy találta, hogy azt nem lehet megkülönböztetni a gyümölcsevő mandrillokétól, csimpénzokétól vagy orángutánokétól. A 2000-es évekre elterjedt a nézet, hogy a P. robustus mindenevő lehetett és erőteljes fogazatának akkor látta hasznát, ha kifogyott a magas tápértékű ételekből és kemény fűfélékre, gyökerekre fanyalodott. Hasonló stratégiát követnek a mai gorillák, amelyek akár egész évben megélnek rosszabb minőségű növényeken, ellentétben a gracilisebb alkatú csimpánzokkal.
Egy 2006-os vizsgálat során analizálták a P. robustus fogainak szénizotóp-összetételét, és arra a következtetésre jutottak, hogy az évszaktól függően vagy C3-fixáló, javarészt erdei növényeket vagy a C4-es úton fotoszintetizáló szavannai füveket, sásokat evett. Hogy az évszakváltáskot megváltoztak-e az étkezési preferenciái vagy ilyenkor az erdőből a szavannára vándorolt, nem tisztázott. A H. ergaster/H. erectus ugyanilyen arányban fogyasztott C3/C4 növényeket. A P. robustus viszonylag gyakran törhetett fel fogaival diókat és magvakat is, mert fogain 12%-ban láthatók letörések nyomai (szemben a P. boisei-vel ahol gyakorlatilag nem találhatunk ilyet). A fiatal egyedek fogaiban magasabb a stroncium mennyisége, ami arra utal, hogy nagyobb mennyiségben ettek gumókat (ezekben nagyobb a stroncium-koncentráció). 

### Fogbetegségek

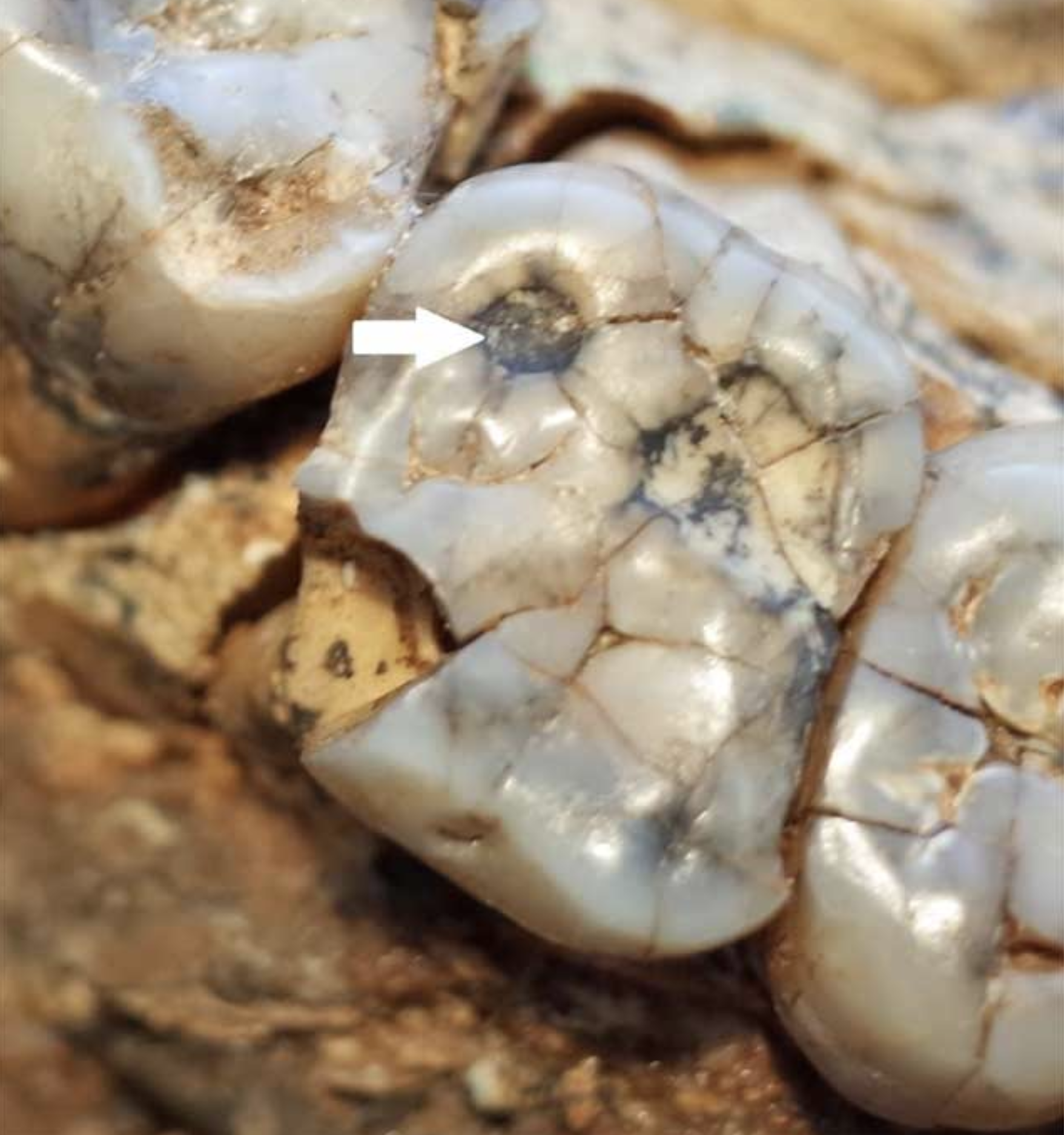
Az SK 57 bal felső első őrlőfoga harmadlagos dentinnel

402 P. robustus-fogból 12-16%-on találtak harmadlagos dentinképződést (amely a túlzott kopás vagy szuvasodás okozta fogsérülések helyén keletkezik). Ez az érték megfelel a szintén ebben a régióban élő A. africanus-ének és a H. naledi-nek; ezzel szemben a mai csimpánzok fogain 47%-ba, a gorillák esetében pedig 90%-ban figyelhető meg sérülés, valószínűleg a szívósabb növények nagyobb arányú fogyasztása miatt.
A P. robustus esetében igen gyakori volt a fogzománc egyenetlen vastagságú növekedése. A tejfogakon 47%-ban, a felnőttkori fogakon pedig 14%-ban figyelték meg ezt a jelenséget (ezzel szemben a A. africanus, A. sediba, korai Homo-fajok és a H. naledi esetében összesítve 6,7%, illetve 4,3% ez az érték. Mivel ezek az zománcelvékonyodások nagyjából kerekek, csak a zápfogakat érintik és minden egyednél hasonló súlyosságúak, feltételezik, hogy egy elterjedt genetikai rendellenességről lehetett szó.
Négy egyednél fogszuvasodás nyomaira bukkantak, ami nagyjából megfelel a szuvas fogak vadászó-gyűjtögető életmódot folytató mai emberek közötti előfordulásának (1-5%). Mivel a P. robustus igen sok magas rosttartalmú, kemény növényi táplálékot fogyasztott, ami segíti megelőzni a szuvasodást, feltételezik, hogy ezek mellett jelentős mennyiségű magas cukortartalmú étel (gyümölcsök, méz) is szerepelt az étrendjében. A lyukas fogak kialakulását a korábban említett egyenetlen fogzománc is elősegíthette.

### Szociális viszonyok
Tekintettel a jelentős testi felépítésbeli különbségekre, az australopithecusoknak (beleértve a paranthropusokat is) nincsenek mai megfelelőik az emberszabásúak között, így minden minden összehasonlítás igen óvatosan kezelendő.
A P. robustus esetén a szexuális dimorfizmus eléggé erős, a hímek jóval nagyobbak a nőstényeknél. Ez általában olyan társas állatok jellemzője, ahol a hímek háremet tartanak fent, amelyet megvédenek a többi hímmel szemben (mint a mai gorillák esetében). A koponyaméret alapján a P. robustus hímjei és nőstényei közel annyira eltértek méretben, mint a gorillák és megfigyelhető, hogy a fiatal hímek kevésbé erőteljes felépítésűek, mint a felnőttek (a gorilláknál is megfigyelhető a késleltetett testi érés).
Ennek az elképzelést borította fel, amikor a fogak stronciumvizsgálatakor kiderült, hogy a nőstények gyakrabban hagyták el szülőhelyüket, mint a hímek. Ez ellentmond a háremelméletnek, ahol a nőstények általában szüleik csapatában maradnak és a hímek vándorolnak el. A nőstények csapatváltása inkább a területvédő csimpánzokra jellemző. Később azt is kimutatták, hogy a késletetett testi érés a sokhímes társadalomban élő makákóknál is megfigyelhető. A legalább részben szavannán élő P. robustus sikeresebben védekezhetett a ragadozók ellen, ha csoportjaiban több nagy testű hím maradt (akárcsak a szintén szavannai páviánok esetén).
Mivel a mai emberszabásúak hímjein nagyobb a koponyatetői taréj, mint a nőstényeknél (különösen a gorilláknál és orangutánoknál látható jól a különbség), felmerült hogy a taréj a rágóizmok tapadásán kívül a szexuális szelekció alanya is lehet. Ki is mutatták, hogy a magasabb fejű (és nagyobb farizmú) gorilláknak valóban több utóda születik. A magasabb taréj azonban arra is jó lehet, hogy az erősebb rágóizmok révén a hím nagyobbra tudja kitátani a száját, amikor fejlett szemfogaival próbálja elijeszteni ellenfelét; márpedig a paranthropusok szemfogai kicsik voltak, így náluk ez a viselkedésminta bizonyára hiányzott.

### Szerszámhasználat
Az "emberiség bölcsőjének" barlangjaiban rendszeresen lehet találni kő- és csontszerszámokat; az előbbieket általában a korai Homo-fajoknak, az utóbbiakat a P. robustus-nak tulajdonítják, ugyanis a csonteszközök főleg ott gyakoriak ahol jóval több a Paranthropus, mint a Homo-maradvány. Raymond Dart még az 1950-es években felvetette egy csont- fog- és szarueszközöket használó, 3-2,6 millió éves ún. "oszteodontokeratikus kultúra" létezését, újabban azonban az ide sorolt csontokat már nem tartják eszközöknek. Az első, tényleges csonteszközt 1959-ben találták a Sterkfontein-barlangban. A Swartkrans-barlangban az 1980-as és 1990-es években 107 csonteszközt és néhány acheuli (illetve egy esetben olduvai) kőeszközt ástak ki. Ezekben a rétegekben biztosra vehető Homo kövületeket nem találtak, P. robustust viszont igen, ezért valamennyit neki tulajdonítják (bár lehet, hogy a kőeszközök később kerültek be ebbe a rétegbe). A csonteszközöket feltehetően a növények és gyümölcsök szétvagdosására, fakéreg lefejtésére, gumók és termeszvárak kiásásra használhatták. A P. robustus metszőfogainak formája nagyjából a H. erectus és a mai ember között van, ami arra is utalhat, hogy nem kellett nagyokat harapnia a növényekből, mert előtte szerszámaival aprította őket. A szerszámok közepes és nagyobb állatok hosszú csontjaiból, ritkábban állkapcsából, bordáiból vagy szarvából készültek, de a P. robustus utólag nem formálta őket, csak felhasználta, ahogyan találta. Megfigyelhető viszont, hogy egyes csontok jóval gyakoribbak, vagyis ki tudta választani a megfelelő formájú szerszámot a többi csont közül. Ezzel szemben a kelet-afrikai csonteszközöknél megfigyelhető, hogy használat előtt módosították, alakították őket.
1988-ban mintegy 60 ezer, a Swartkrans-barlangból származó csonttöredéket analizáltak és megállapították, hogy közülük 270 megégett. Ez tűzhasználatra utalhat (bár kérdéses, hogy melyik faj használta, mert a barlangban P. robustus és H. ergaster/H. erectus is élt), de lehetséges hogy csak a szavannatüzek után vitték be a megégett állattetemeket a barlangba. Jelenleg a legkorábbi bizonyított tűzhasználat a Wonderwerk-barlanghoz köthető és a H. ergaster/H. erectus gyújtotta/táplálta 1,7 millió évvel ezelőtt.

## Környezeti viszonyok

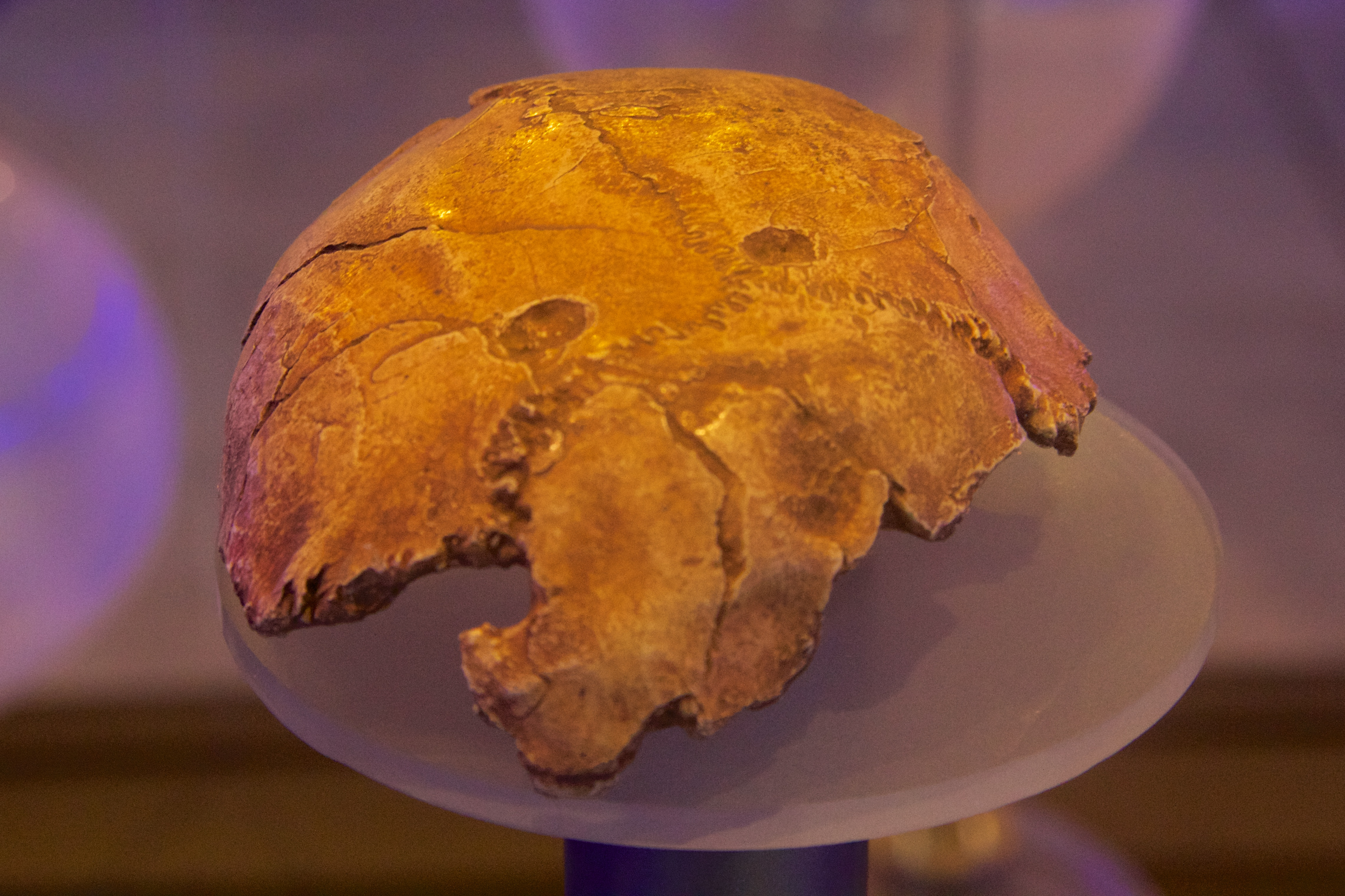
Az SK 54 koponyáján két, feltehetően leopárdharapástól származó lyuk látható

A "emberiség bölcsője" régiójában a pleisztocén korban a vándorantilop volt a leggyakoribb nagyobb vadállat, de előfordultak más antilopok, zsiráfok, elefántok, illetve a ragadozók közül Dinofelis és Megantereon kardfogú macskák és a Lycyaenops silberbergi hiénafaj. A helyi fauna egy hegyvidéki vegyes bozótos-füves környezetre enged következtetni. Az australopithecusok és a korai Homo-fajok a későbbi előemberekhez képest hűvösebb éghajlatot preferáltak, ugyanis egyetlen australopithecus kövület sem került elő 1000 méteres magasságnal lejjebb. A csimpánzokhoz hasonlóan olyan vidékeken éltek szívesen, ahol a napi átlaghőmérséklet nem haladta meg a 25 °C-t és éjszaka néha 5 °C-ra is lehűlt a levegő.
A P. robustus együtt élt a H. ergaster/H. erectus-szal, valamint az A. sedibá-val. A legfiatalabb A. africanus példány, az Sts 5 kb. 2,07 millió éves; nagyjából ekkor jelent meg a P. robustus és a H. erectus is. Nem tudjuk, hogy a három (vagy négy) faj viszonya barátságos, semleges vagy éppen ellenséges volt-e.
A barlangokban igen sok australopithecus-csont halmozódott fel; ennek egyik lehetséges magyarázata hogy ragadozók ejtették el és vonszolták be őket a tanyájukra. Legalább két fosszílián (SK 54 és SK 349) valószínűleg leopárdharapás nyomai láthatók. Az is lehetséges, hogy a ragadozók a barlang mélyebb részein éltek és az oda betévedő australopithecusokat ejtették el. A mai páviánok is gyakran húzódnak be hideg téli éjszakákon barlangokba vagy víznyelőkbe. A páviánok sokszor társulnak kisebb-nagyobb növényevő patásokkal (jellemzően impalákkal) és kölcsönösen figyelmeztetik egymást ha ragadozó közelít. Talán a P. robustus és más előemberek is felvették ezt a szokást; ez legalábbis magyarázná a kövületeik mellett talált nagy mennyiségű patás csontvázat.

### Kihalása
Bár a P. robustus szívós, a környezeti változásokat jól toleráló faj volt, életmódja az erdős-bozótos ökoszisztémákhoz kötötte. Fosszíliáinak többsége a 2-1,75  millió évvel ezelőtti korból került elő, amikor Dél-Afrikában nedves, az erdőknek kedvező klíma uralkodott. Kihalása a pleisztocénközépi átmeneti időszakhoz köthető, amikor az addig stabil, kis amplitúdójú ciklusokat mutató eljegesedések rendszere felborult és a hosszabb és hidegebb időszakokat még melegebb korszakok váltották. Az eljegesedések során a korábbinál több jég rakódott le a sarki jégsapkákon, összehúzódott a trópusi esőerdők, Dél-Afrikában pedig hosszú aszályos időszak köszöntött be, aminek következtében az erdők szavannáknak adták át a helyüket. A korábbi, 21 ezer évig tartó aszályos időkben a P. robustus feltehetően a magasabb helyeken megmaradó vagy az északon még meglévő erdőkbe húzódott, majd a visszatérő esős korszakban visszafoglalta korábbi élőhelyét. Miután azonban az aszályos időszak tartama kétszeresére nyúlt, létszáma egyre fogyatkozhatott és kb. 1–0,6 millió évvel ezelőtt (legvalószínűbb, hogy 0,9 millió éve) teljesen eltűnt. Kihalásához hozzájárult, hogy viszonylag kis területet népesített be. Fosszíliáit mintegy 500 km2-en belül találták meg; összehasonlításképpen a mai emberszabásúak közül a súlyosan veszélyeztetett hegyi gorilla 70 ezer km2-en, a síkvidéki gorilla 700 ezer km2-en, a veszélyeztetett csimpánz pedig 2 600 ezer km2-en szóródik szét. A korabeli Homo-fajok jóval nagyobb területen éltek, így a kedvezőtlen, aszályos időszak beköszöntekor több lehetőségük nyílt menedéket találni a kisebb, szigetszerű élőhelyeken, amely megfelelt korábbi életmódjuknak.
|  |

## Fordítás
- Ez a szócikk részben vagy egészben  a   Paranthropus rubustus című angol Wikipédia-szócikk ezen változatának fordításán alapul.  Az eredeti cikk szerkesztőit annak laptörténete sorolja fel. Ez a jelzés csupán a megfogalmazás eredetét és a szerzői jogokat jelzi, nem szolgál a cikkben szereplő információk forrásmegjelöléseként.